# ツングース語族

ツングース諸語の言語分布の詳細
1. エヴェン語
2. エヴェンキ語
3. ネギダール語
4. オロチョン語
5. キリ語
6. オロチ語
7. ウデヘ語
8. 満洲語
9. シベ語
10.ナナイ語
11.ウィルタ語
12.ウリチ語

中国国内の言語分布図。ツングース諸語は、
Tungusicで示される。

ツングース語族（ツングースごぞく）は世界の基本となる語族の一つ。主にシベリア東部・沿海地方、満洲（中国東北部）に住むツングース系民族の言語である。
言語類型論的には膠着語であり、複雑な格システム（多くの言語に格の一致がある）や時制・相の区別が発達した言語が多く、南ツングース諸語満洲語群を除いて所有接辞も用いられる。また母音調和が顕著であり（母音調和の厳密性については各々の言語でまちまち）、外来語を除いて語頭にRが立たない傾向がある。これらはチュルク語族・モンゴル語族と共通する部分が多いため、かつて合わせてアルタイ語族とも呼ばれてきた。しかし、これらの間には基礎語彙の音韻対応がほとんど見られないことから、語族とは証明されていない。将来的に「アルタイ語族」が成立すると証明されれば、ツングース語派と呼ばれるようになるが、未だアルタイ語族は立証されていないため、現時点ではツングース語族が正しい。しかしこのような経緯から単にツングース諸語と呼ばれることが多い。
満洲語は清の支配階級満洲族の出身言語として文字（満洲文字）で書かれ多くの記録が残されたが、その他の言語については最近まで文字記録に乏しかった。ロシア国内のツングース諸語はキリル文字で表記されている。

## 構成
- 北部ツングース語群
  - エヴェン語 （ラムート語/Lamut）…東シベリア。話者はエヴェン（旧称はラムート）。
  - エヴェンキ語群
    - エヴェンキ語（話者はエヴェンキ）
    - ソロン語（ロシア語版）（話者はエヴェンキのソロン族（英語版） - 中: 索倫、露: солоны）
    - ネギダール語（話者はネギダール）
    - オロチョン語（Oroqen、話者はオロチョン族）
    - キリ語

  - オロチ・ウデヘ語群
    - オロチ語（オルチャ語/Oroch、話者はオロチ）
    - ウデヘ語（話者はウデヘ）
- 南部ツングース語群
  - 満洲語群
    - 女真語（女真文字で表記、話者は金を建国した女真族）♰
    - 満洲語（満洲文字で表記、話者は後金、清を建国した満洲族）
      - シベ語（満洲文字を改良したシベ文字で表記、話者はシベ族）

  - ナナイ語群
    - ナナイ語（ホジェン語/英語: Hezhen、ゴリド語、話者はナナイ）
    - ウルチ語（ロシア語: Ульчский язык, 英語: Ulch language、話者は山丹交易を担ったウリチ）
    - ウィルタ語（オロッコ語/英語: Orok、話者は樺太東岸の幌内川やロモウ川流域のウィルタ）

## 原郷と拡散
ツングース語族の原郷について、かつてはバイカル湖近くにあったとする説（Menges 1968、Khelimskii 1985）もあったが、最近は中国東北部やアムール川流域に求める見方が優勢である。
Janhunen 2012、Pevnov 2012は、紀元前500年から西暦500年頃に満洲のどこかで話された共通祖語（ツングース祖語）からツングース諸語が拡散したと推定している。
アレキサンダー・ボビン（2015）は、ツングース語族北部語群にはツングース語族南部語群に見られないエスキモー・アレウト語族系の借用語があり、エスキモー・アレウト語がかつてはシベリア東部ではるかに広く話されていたことを示しているとし、2,000年前にツングース語族がアムール川の中流域の原郷から北方に広がっていき、それ以降にツングース語族北部語群にエスキモー・アレウト語からの借用語が入ったと推定している。
Wang and Robbeets (2020) は、ツングース祖語の原郷をハンカ湖地域に設定した。
Li et al (2020)は、ツングース祖族が紀元前3500年頃に中国東北部の遼西地域から内陸ルートで沿海州に雑穀を持ち込んだ農耕集団であったとし、この移住に伴い沿海州に先住していたニブフ祖族の一部はツングース語への言語交替を起こした可能性があるとしている。
Liu et al. (2020) は、ツングース語族話者を特徴付ける遺伝子として、Y染色体ハプログループC-F5484とその下位系統を特定し、これがツングース語族話者の誕生と各民族集団への分化を反映するとした。このタイプは3,300年前に誕生し、1,900年前から徐々に下位系統へ分化したと算出され、ツングース語族の誕生、分化のおよその年代が遺伝子から示されたことになる。

## 祖語再構
祖語の概形は娘言語の類似性から明らかだが、詳細な再構についてのコンセンサスは無い。2012年時点でもまだ、学者は再構のために共有語彙を確立しようとしている。
ツングース語族には提案された音対応がいくつかある。たとえばNorman（1977）は、外来語から生じる例外を除いて、同じ語幹で「*j」が後に続く場合に「ツングース祖語*t > 満洲語 s」という変化が起きたことを支持している。一部の言語学者は、ツングース祖語の母音調和と隣接する非ツングース語のいくつかとの間に関係があると考えている。例えば、舌根調和に基づき、朝鮮祖語、モンゴル祖語、チュルク祖語の母音調和の間で、地域的または遺伝的な対応があると提案されている。これはいくつかの論争中の提案の1つであり、一方で、語根調和なしにツングース祖語を再構する提案もある。

## 他の語族との関係
ツングース語族は今日、独立した語族と見なされている。特に過去には、一部の言語学者は、ツングース語族をアルタイ諸語のチュルク語族およびモンゴル語族と関連付けてきたが、地域的特徴とは対照的に、これらの語族間の遺伝的関係は証明されていないままである。他の研究者は、ツングース語族が朝鮮語族、日琉語族、またはアイヌ語族にも（おそらく側系統群として）関連している可能性があることを示唆している。
2017年、ツングース語族は、マーティン・ロベーツによって、「トランスユーラシア語族」（マクロ・アルタイ語族の別名）として、再びチュルク語族とモンゴル語族に関連付けられた。ロベーツによれば、ツングース語族はモンゴル語族に最も近い。
ツングース語族と朝鮮語族の間にはいくつかの類似点があるが、Alexander Vovin (2013)は、ツングース語族と朝鮮語族を、高句麗語と女真語の相互影響を通じて、遺伝的共通性ではなく地域的特徴を共有する別個の無関係な言語グループと見なしている。

## 歴史記録
いくつかの文献には、紀元前7世紀から紀元前2世紀にかけて満洲に居住した東胡がツングース祖語を話していたと書かれている。他の文献では、「東胡」と「ツングース」との発音の類似性は偶然だとして、東胡＝ツングース説が鋭く批判されている。
百済と新羅の歴史記録には、1世紀と2世紀の満洲で靺鞨と戦ったことが記録されている。一部の学者はこの靺鞨が後の女真と密接に関係していると示唆しているが、これは論争中である。
アヴァール可汗国を生み出したヨーロッパのアヴァールの言語はツングース語族であると考える学者もいる。